# Décio Sossai Zandonade
Décio Sossai Zandonade SDB (ur. 2 grudnia 1942 w Venda Nova do Imigrante) – brazylijski duchowny rzymskokatolicki, w latach 2003-2014 biskup Colatina.

## Życiorys
Święcenia kapłańskie przyjął 11 grudnia 1972 w zgromadzeniu księży salezjanów. Był m.in. przełożonym inspektorii w Belo Horizonte oraz wiceprzewodniczącym Konferencji Przełożonych Zakonnych Brazylii.
11 grudnia 1996 został prekonizowany biskupem pomocniczym Belo Horizonte ze stolicą tytularną Gemellae in Byzacena. Sakrę biskupią otrzymał 2 lutego 1997. 14 maja 2003 został mianowany biskupem Colatina.
14 maja 2014 z powodów zdrowotnych przeszedł na emeryturę.